# Indus Vallis
Pour les articles homonymes, voir Indus (homonymie).

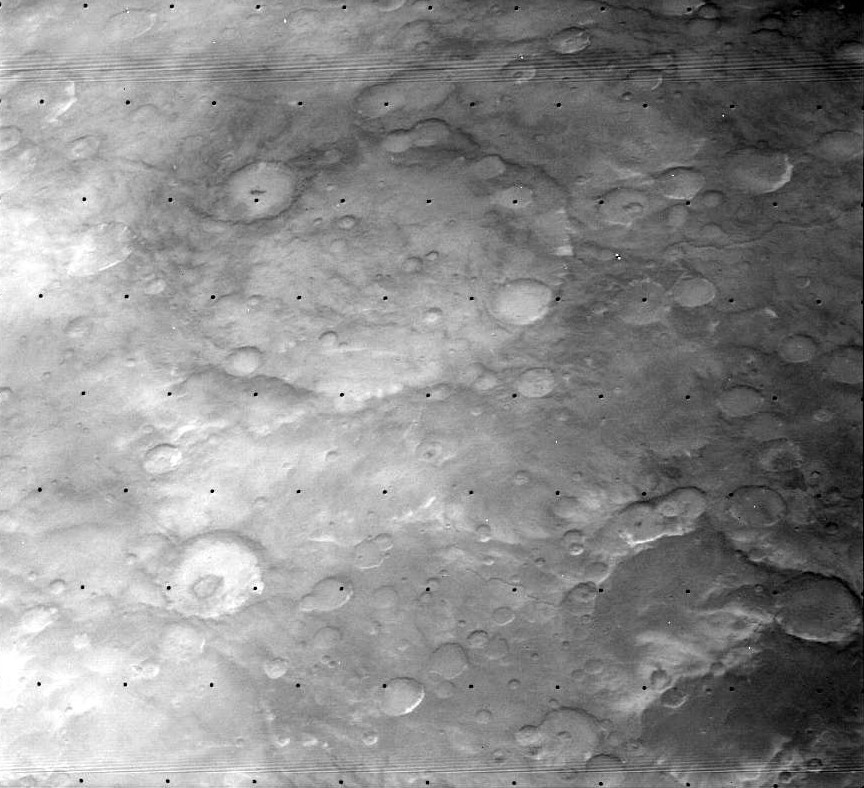
Vue oblique du cratère Cassini sur Mars. Image Viking Orbiter 1 de la caméra B (378S66). Un filtre violet a été utilisé pour cette image. La résolution concerne

Indus Vallis est une vallée martienne s'étendant sur 307 km et centrée sur 19,3° N, 38,7° E, dans le quadrangle d'Arabia. Elle a été nommée en référence au cours d'eau du même nom au Pakistan.
Indus Vallis semble alimenter une série de petits cratères situés en bordure sud-est du cratère Cassini, certains de ces cratères semblant reliés entre eux par des canaux.